# PDGFB
PDGFB‏ (Platelet derived growth factor subunit B) هوَ بروتين يُشَفر بواسطة جين PDGFB في الإنسان.

## الوظيفة
البروتين المُشفَّر بواسطة هذا الجين ينتمي إلى عائلة عوامل النمو المشتقة من الصفائح الدموية. تُعَدُّ العناصر الأربعة لهذه العائلة عوامل انقسامية للخلايا ذات الأصل المتوسطي، وتتميز بنمطٍ من ثمانية سيستينات. يمكن أن يوجد هذا الناتج الجيني إما كمُثَنِيٍّ متماثل (PDGF-BB) أو كمُثَنِيٍّ غير متماثل مع بولي ببتيد عامل النمو المشتق من الصفائح الدموية ألفا (PDGFA) (PDGF-AB)، حيث ترتبط المُثَنِيَّات بروابط ثنائية الكبريتيد.

## الأهمية السريرية
ترتبط الطفرات في هذا الجين بالورم السحائي. يحدث انتقال متبادل بين الكروموسومين 22 و17، في مواقع تواجد جينَي PDGFB وCOL1A1 على التوالي، أو، كبديل، نتيجة اندماج كروموسوم حلقي صغير زائد غير طبيعي لهذين الجينين لتشكيل جين اندماج COL1A-PDGFB. يُنتج هذا الجين الاندماجي كميات زائدة من PDGFB بشكل كبير، ويُعتبر مسؤولاً عن تطور و/أو تطور ثلاثة أورام جلدية ليفية وعضلية ليفية وثيقة الصلة: الورم الليفي ذو الخلايا العملاقة، والساركوما الليفية الجلدية الحدبية، والساركوما الليفية الجلدية الحدبية.
تم تحديد نوعين من الوصلات الجينية لجين PDGFB.